# Robert Zajonc
Robert B. Zajonc (né le 23 novembre 1923 à Łódź, mort à Stanford le 3 décembre 2008) est un psychologue américain spécialisé dans la psychologie sociale et les phénomènes de groupe.

## Œuvre
Zajonc est surtout connu pour ses travaux sur l'effet de simple exposition, selon lequel une exposition répétée à un stimulus modifie le comportement à l'égard de celui-ci.
La biographie succincte qui lui est consacrée sur le site de l'université où il travaillait note son intérêt pour les processus liés aux comportements sociaux, notamment à la relation entre émotion (ou affect) et cognition. Zajonc est également connu pour ses travaux sur les cafards, qui montrent que les phénomènes de stimulation par le groupe concernent d'autres espèces que l'homme. Ses derniers travaux portent sur les forces sociales qui mènent au génocide, et sur la façon de prévenir ce type de situation.
Dans le milieu des années 1970, Zajonc développe le modèle de confluence avec Greg Markus : il s'agit d'une modélisation mathématique de la corrélation entre la taille de la famille, le rang de l'enfant dans une fratrie et ses performances aux tests de quotients intellectuels par rapport à ses frères et sœurs. La thèse de Zajonc est que les enfants naissent dans un environnement intellectuel qui affecte le développement de leur intelligence. Les premiers-nés viennent au monde dans un environnement adulte, les cadets se trouvent dans un environnement mixte d'adultes et d'enfants. Plus la famille augmente et plus la moyenne des performances aux tests va baisser, les parents n'ayant plus le temps ou la motivation pour stimuler intellectuellement les nouveau-nés. Les aînés en revanche développent leur intelligence en s'occupant des plus jeunes, ce qui explique que le dernier, qui n'a personne à aider, fera un score légèrement moins bon au tests. Sur le plan théorique, ces différences entre frères et sœurs sont importantes, mais au niveau des résultats aux tests, les écarts s'avèrent marginaux, de l'ordre de 3 points. Le modèle de confluence a été critiqué, notamment par Retherford et Sewel.
En 1980, dans un article controversé, Feeling and Thinking: Preferences Need No Inferences (Ressentir et réfléchir : les préférences se passent de logique), Zajonc suggère que les systèmes affectifs et cognitifs sont largement indépendants, l'affectif prenant le pas sur le cognitif et possédant une plus grande influence sur les comportements. L'article provoqua un regain d'intérêt en Amérique et en Europe pour l'étude du rôle de l'affect en psychologie.

## Éléments biographiques
Zajonc a obtenu son doctorat en psychologie à l'université du Michigan en 1955. Il a travaillé comme enseignant chercheur à l'université Stanford. Son épouse, la célèbre psychologue Hazel Markus, connue pour ses travaux sur la culture, y enseigne également.
Robert Zajonc a reçu le prix de l'APA pour ses travaux en 1978.

## Effet d'exposition
La théorie développée par Zajonc est que plus les individus se familiarisent avec un stimulus donné, plus ils sont susceptibles de reconnaître l'objet[Quoi ?].
L'exposition répétée, et non renforcée, d'un même stimulus entraîne une appréciation positive de ce stimulus.